# Munna antarctica
Munna antarctica là một loài chân đều trong họ Munnidae. Loài này được Pfeffer miêu tả khoa học năm 1887.